# Bailly-aux-Forges
Pour les articles homonymes, voir Bailly.
Bailly-aux-Forges est une commune française, située dans le département de la Haute-Marne en région Grand Est.

## Géographie

### Localisation
| Laneuville-à-Rémy | Wassy                           | Vaux-sur-Blaise                        |
| La Porte du Der   | Bailly-aux-Forges               | Rachecourt-Suzémont Doulevant-le-Petit |
|                   | Mertrud Dommartin-le-Saint-Père | Ville-en-Blaisois Dommartin-le-Franc   |

### Hydrographie
La commune est dans la région hydrographique « la Seine de sa source au confluent de l'Oise (exclu) » au sein du bassin Seine-Normandie. Elle est drainée par la Vivoire, le Fossé 01 du Bezon, le Fossé 06 de la commune de Wassy, le Conrupt, l'Étang Noir et le ru Merdan,.
La Vivoire, d'une longueur de 11 km, prend sa source dans la commune de Wassy et se jette  dans la Voire à Sommevoire, après avoir traversé cinq communes.

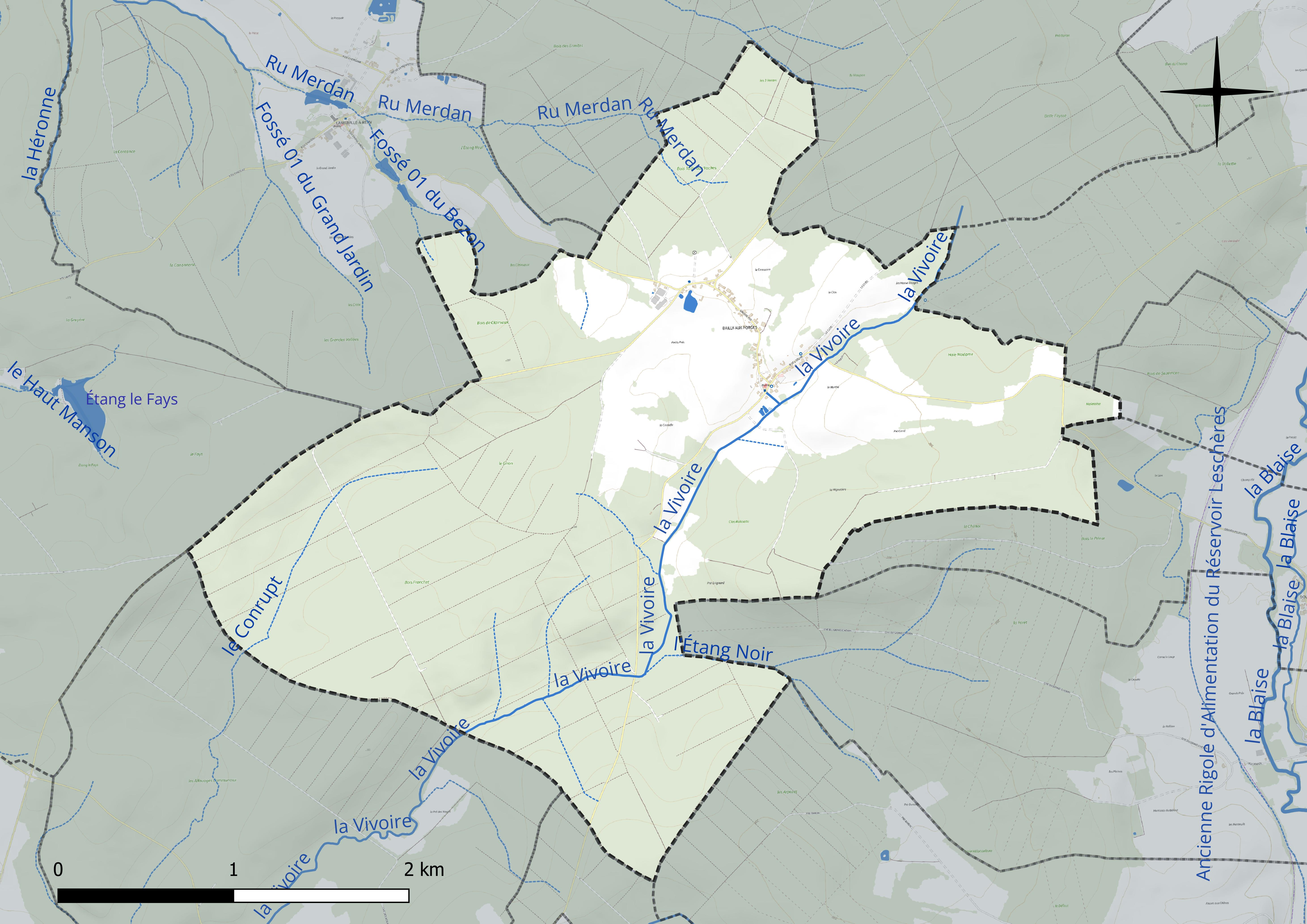
Réseau hydrographique de Bailly-aux-Forges.

### Climat
Pour des articles plus généraux, voir Climat du Grand Est et Climat de la Haute-Marne.
En 2010, le climat de la commune est de type climat des marges montargnardes, selon une étude du Centre national de la recherche scientifique s'appuyant sur une série de données couvrant la période 1971-2000. En 2020, Météo-France publie une typologie des climats de la France métropolitaine dans laquelle la commune est exposée à un climat océanique altéré et est dans la région climatique Lorraine, plateau de Langres, Morvan, caractérisée par un hiver rude (1,5 °C), des vents modérés et des brouillards fréquents en automne et hiver.
Pour la période 1971-2000, la température annuelle moyenne est de 10,2 °C, avec une amplitude thermique annuelle de 15,8 °C. Le cumul annuel moyen de précipitations est de 880 mm, avec 12,9 jours de précipitations en janvier et 9,2 jours en juillet. Pour la période 1991-2020, la température moyenne annuelle observée sur la station météorologique de Météo-France la plus proche, « Blécourt », sur la commune de Blécourt à 15 km à vol d'oiseau, est de 10,8 °C et le cumul annuel moyen de précipitations est de 879,6 mm. 
La température maximale relevée sur cette station est de 40,2 °C, atteinte le 25 juillet 2019 ; la température minimale est de −18 °C, atteinte le 20 décembre 2009,,.
Les paramètres climatiques de la commune ont été estimés pour le milieu du siècle (2041-2070) selon différents scénarios d'émission de gaz à effet de serre à partir des nouvelles projections climatiques de référence DRIAS-2020. Ils sont consultables sur un site dédié publié par Météo-France en novembre 2022.

## Urbanisme

### Typologie
Au 1er janvier 2024, Bailly-aux-Forges est catégorisée commune rurale à habitat dispersé, selon la nouvelle grille communale de densité à sept niveaux définie par l'Insee en 2022.
Elle est située hors unité urbaine. Par ailleurs la commune fait partie de l'aire d'attraction de Saint-Dizier, dont elle est une commune de la couronne,. Cette aire, qui regroupe 72 communes, est catégorisée dans les aires de 50 000 à moins de 200 000 habitants,.

### Occupation des sols
L'occupation des sols de la commune, telle qu'elle ressort de la base de données européenne d’occupation biophysique des sols Corine Land Cover (CLC), est marquée par l'importance des forêts et milieux semi-naturels (80,1 % en 2018), une proportion sensiblement équivalente à celle de 1990 (80,3 %). La répartition détaillée en 2018 est la suivante : 
forêts (80,1 %), prairies (12,5 %), zones agricoles hétérogènes (7,4 %). L'évolution de l’occupation des sols de la commune et de ses infrastructures peut être observée sur les différentes représentations cartographiques du territoire : la carte de Cassini (XVIIIe siècle), la carte d'état-major (1820-1866) et les cartes ou photos aériennes de l'IGN pour la période actuelle (1950 à aujourd'hui).

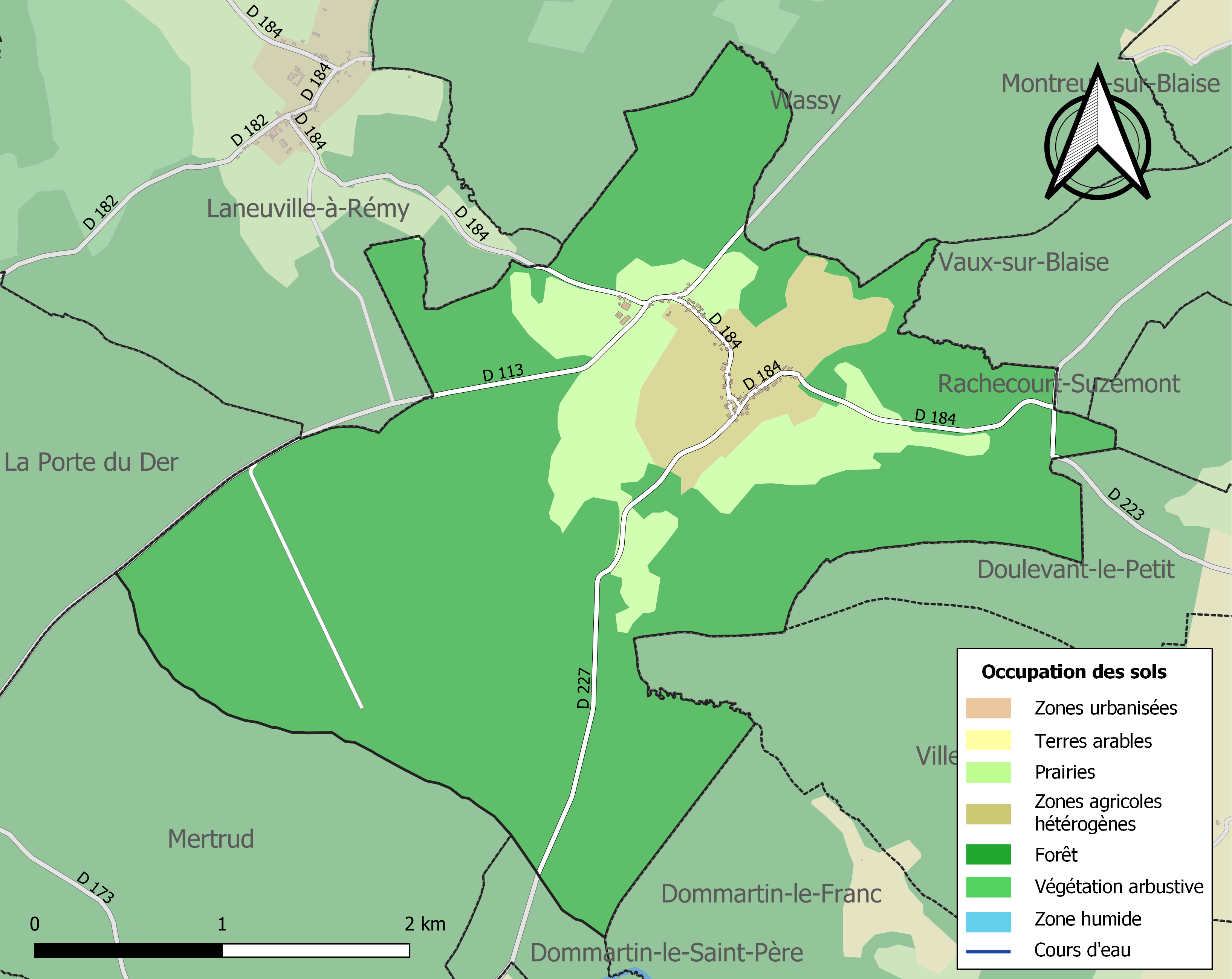
Carte des infrastructures et de l'occupation des sols de la commune en 2018 (CLC).

## Toponymie
Bailly a porté à l'origine le nom de son église, fanum Leodgarii; puis comme cette église était entourée d'ormes, on a dit « Saint Léger aux Ormeaux » ; mais cependant la dénomination Bailly est ancienne. 
Le nom de la localité est attesté sous les formes Bailley-aux-Forges (1448) ; Bailly-aux-Forges (1463) ; Bailley (1486) ; Bally-aux-Forges (1763).

Bailly-aux-Forges est entouré d'étangs, et l'on croit que la dénomination Bailly s'est formée par corruption de « Bas lieu ».

Le village doit son nom aux forges à bras qui y existèrent au Moyen âge, dont l'une appartenait à l'abbaye de Clairvaux.

## Politique et administration
| Période                                  | Période  | Identité         | Étiquette | Qualité |
| ---------------------------------------- | -------- | ---------------- | --------- | ------- |
| mars 2001                                | 2014     | Daniel Collin    |           |         |
| 2014                                     | En cours | Valérie Bontemps |           |         |
| Les données manquantes sont à compléter. |          |                  |           |         |

## Population et société

### Démographie

#### Évolution démographique
L'évolution du nombre d'habitants est connue à travers les recensements de la population effectués dans la commune depuis 1793. Pour les communes de moins de 10 000 habitants, une enquête de recensement portant sur toute la population est réalisée tous les cinq ans, les populations de référence des années intermédiaires étant quant à elles estimées par interpolation ou extrapolation. Pour la commune, le premier recensement exhaustif entrant dans le cadre du nouveau dispositif a été réalisé en 2007.

En 2022, la commune comptait 133 habitants, en évolution de −5 % par rapport à 2016 (Haute-Marne : −4,62 %, France hors Mayotte : +2,11 %).
| 1793 | 1800 | 1806 | 1821 | 1831 | 1836 | 1841 | 1846 | 1851 |
| ---- | ---- | ---- | ---- | ---- | ---- | ---- | ---- | ---- |
| 224  | 250  | 216  | 303  | 370  | 324  | 336  | 348  | 334  |

| 1856 | 1861 | 1866 | 1872 | 1876 | 1881 | 1886 | 1891 | 1896 |
| ---- | ---- | ---- | ---- | ---- | ---- | ---- | ---- | ---- |
| 308  | 298  | 320  | 297  | 305  | 288  | 286  | 284  | 275  |

| 1901 | 1906 | 1911 | 1921 | 1926 | 1931 | 1936 | 1946 | 1954 |
| ---- | ---- | ---- | ---- | ---- | ---- | ---- | ---- | ---- |
| 269  | 256  | 265  | 221  | 244  | 222  | 228  | 206  | 191  |

| 1962 | 1968 | 1975 | 1982 | 1990 | 1999 | 2006 | 2007 | 2012 |
| ---- | ---- | ---- | ---- | ---- | ---- | ---- | ---- | ---- |
| 160  | 131  | 133  | 121  | 124  | 126  | 130  | 131  | 133  |

| 2017 | 2022 | - | - | - | - | - | - | - |
| ---- | ---- | - | - | - | - | - | - | - |
| 143  | 133  | - | - | - | - | - | - | - |